# Массажный салон

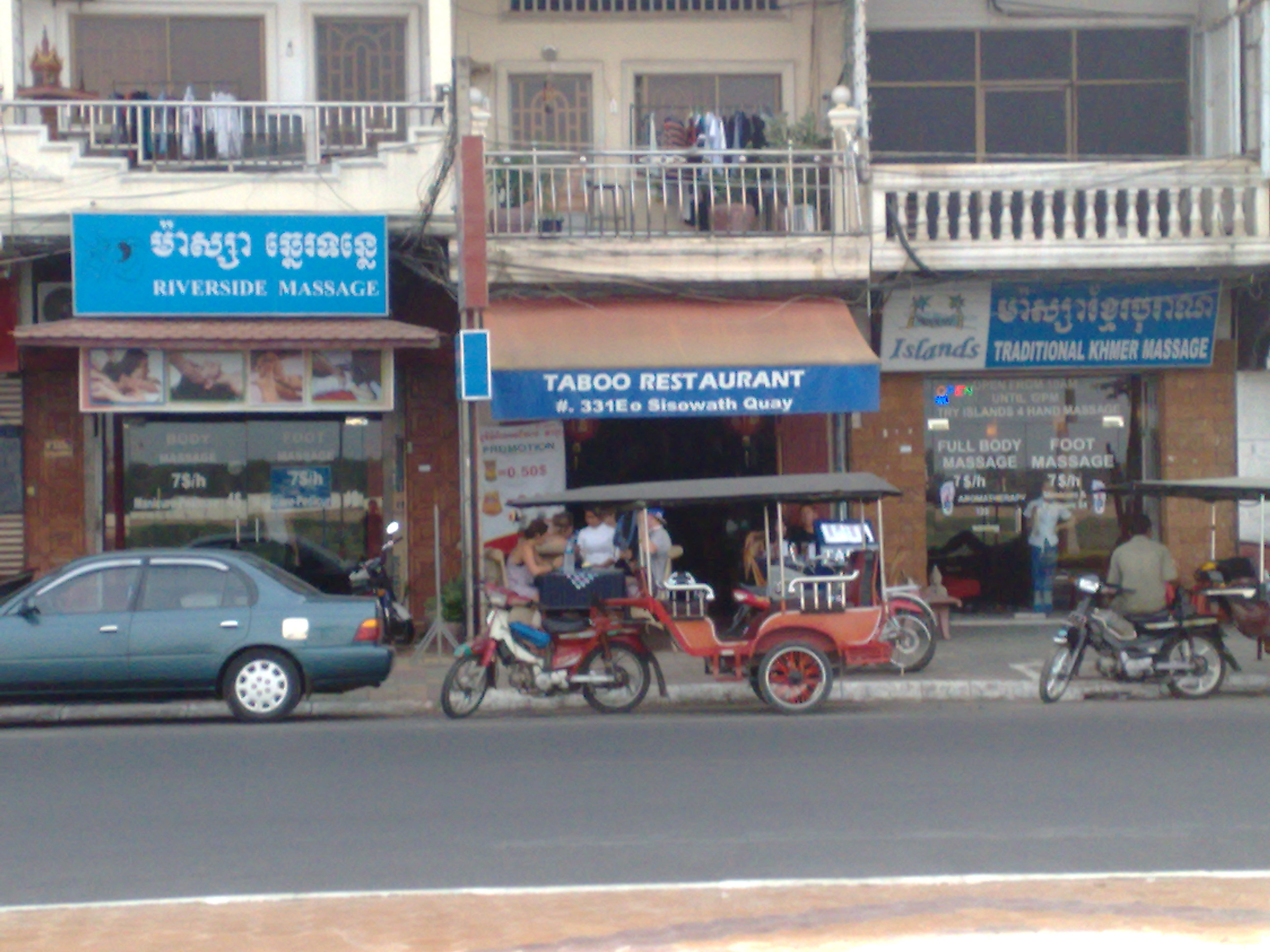
Массажный салон в Камбодже

Массажный салон — салон, где делают массаж, а зачастую предоставляются интим-услуги.
Согласно исследованию 1975 года A. Дж. Веларда, в некоем американском городе западного побережья в одном из салонов была обнаружена «ручная работа», то есть женщина мастурбировала клиенту, выдавая это за массажные услуги. После освещения случая в СМИ местный совет установил требования по лицензированию массажисток, аналогичные тем, которые предъявлялись к проституткам. Сам факт введения этого лицензирования привёл к повышению запросов клиентов: они ожидали, что теперь будет доступно нечто большее, чем ручная стимуляция, а именно, половое сношение.
Потому как массажистки сами считали, что им нечего терять, и так как местный совет уже относился к ним, как к проституткам, массажистки часто соглашались — таким образом возрос уровень проституции в городе.
«Ручная работа» и по сей день практикуется в значительном количестве массажных салонов. В некоторых странах предоставление подобных услуг может вызвать судебное преследование.